# アンナ・ド・ノアイユ

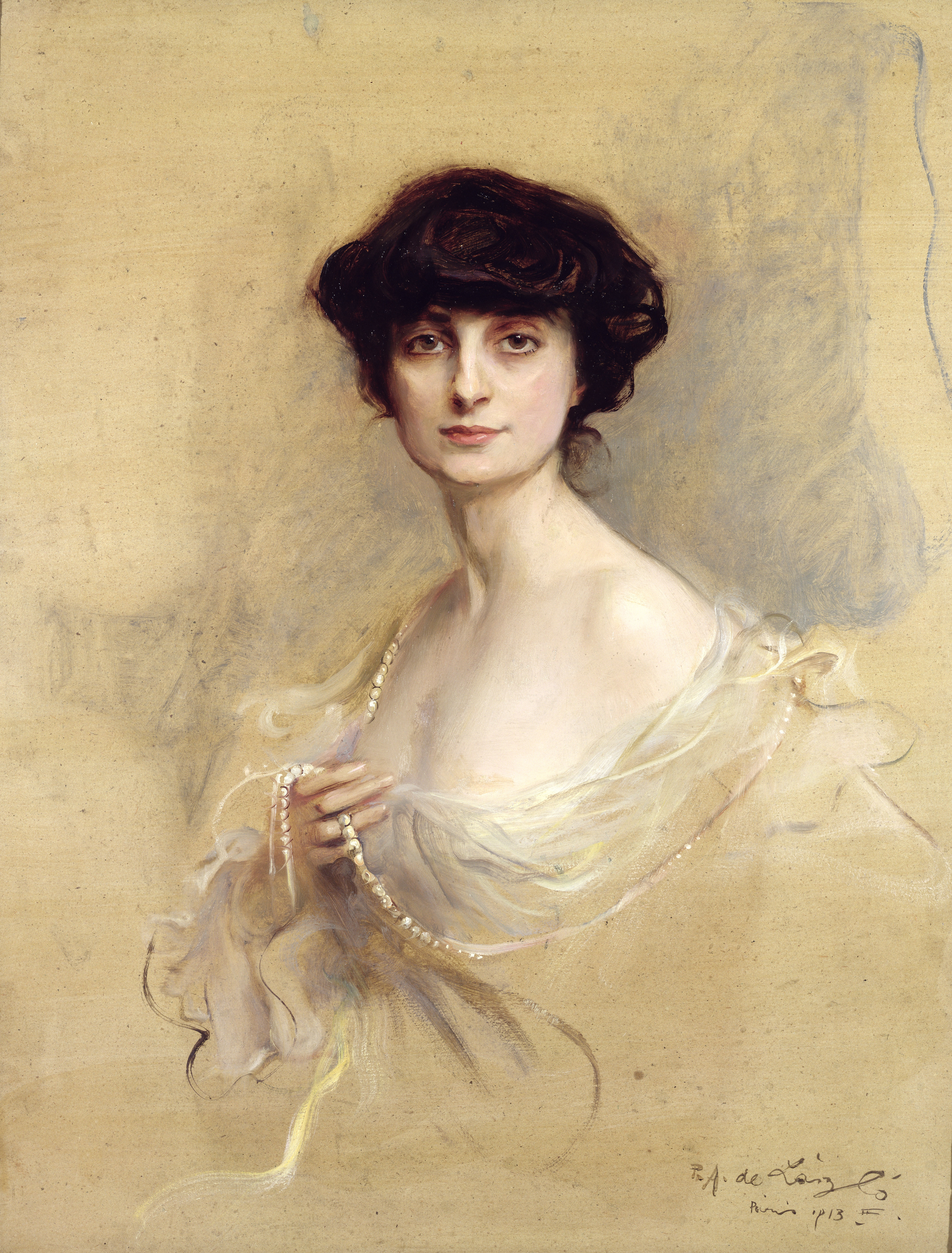
フィリップ・ド・ラースローによる肖像画（1913年、オルセー美術館所蔵）

アンナ・ド・ノアイユ（Anna de Noailles）ことアンナ＝エリザベート・ド・ノアイユ伯爵夫人（フランス語：La comtesse Anna-Élisabeth de Noailles、1876年11月15日 - 1933年4月30日）は、フランスの詩人、小説家。フェミナ賞の創設者、提唱者。
出生名はアンナ＝エリザベート・ビベスコ・ド・ブランコヴァン（Anna-Élisabeth Bibesco de Brancovan）で、ルーマニアの貴族の血を引く家系に生まれた。1897年にノアイユ公爵マチュー・フェルナン・フレデリック・パスカル・ド・ノアイユと結婚してからは、アンナ＝エリザベート・ド・ノアイユ伯爵夫人（通称:アンナ・ド・ノアイユ）と名乗るようになった。

## 生涯
1876年11月15日、ルーマニアの貴族（ボヤール）であるビベスコ家（Bibesco）とブランコヴァン家（Brancovan）の血を引く父グレゴワール・ビベスコ＝バッサラバ（Grégoire Bibesco Bassaraba）と、音楽家の母ラルカ・ムスロス（Raluca Moussouros）の娘としてパリに生まれた。余談だが、後にポーランドの第3代首相を務めるポーランドの作曲家イグナツィ・パデレフスキは、アンナ・ド・ノアイユの母であるラルカ・ムスロスに惹かれて、数曲を彼女に捧げている。
1897年にノアイユ公爵マチュー・フェルナン・フレデリック・パスカル・ド・ノアイユと結婚し、アンナ＝エリザベート・ド・ノアイユ伯爵夫人と名乗るようになった。1900年には一人息子のアンヌ・ジュールをもうけた。
アンナ・ド・ノアイユが文人として頭角を現し始めるのは20世紀に入ってからのことで、1901年に処女詩集『百千の心』（"Le Cœur innombrable"）で文壇デビューを果たした。2文壇で名声を博すと同時にサロンを主催するようになり、ポール・クローデル、アンドレ・ジイド、フレデリック・ミストラル、ロベール・ド・モンテスキュー、ポール・ヴァレリー、ジャン・コクトー、アルフォンス・ドーデ、ピエール・ロティ、マックス・ジャコブなどの有名人が集まった。
また、アンナ・ド・ノアイユは才色兼備な美人として知られ、フィリップ・ド・ラースロー、キース・ヴァン・ドンゲン、アントニオ・ド・ラ・ガンダーラ、ジャック＝エミール・ブランシュなどの画家がこぞって彼女の肖像を描いた。1906年には彫刻家のオーギュスト・ロダンが彼女の像を製作し、2016年現在、この像はロダン美術館に展示されている。また、DIC川村記念美術館は藤田嗣治作《アンナ・ド・ノアイユの肖像》（1926年）を所蔵している。
晩年はレジオンドヌール勲章のコマンドゥールを女性として初めて受勲された。
1921年、作家の全作品に対して贈られるアカデミー・フランセーズ文学大賞を受賞した。
1933年4月30日にパリで亡くなり、ペール・ラシェーズ墓地に埋葬された。56歳であった。

## 経歴
1901年に処女詩集『百千の心』（Le Cœur innombrable）で文壇デビューを果たし、詩人としての文名を博した。その後も1902年に詩集『日々の影』（L'Ombre des jours）、1913年には詩集『生者と死者』（Les Vivants et les morts）などを発表し、恋や青春、人の死などを題材に書かれる流麗な詩が特徴的で、同国の文芸評論家であるアルベール・ティボーデから「ロマン派最後の詩人」と称された。
フランス最大の文学賞であるゴンクール賞が1903年に創設されると、翌年の1904年にヴィ・ウールーズ賞を他メンバーと中心になって提唱し、後に呼ばれる「フェミナ賞」の創設にも尽力した。
小説家としても1904年に『びっくりした顔』（Le Visage émerveillé）、1905年に『支配』（La Domination）などの作品を残し、晩年の1931年には女性として初めてレジオンドヌール勲章のコマンドゥールが受勲されている。
日本においては、小説家永井荷風が1913年に刊行した訳詩集『珊瑚集』の中でアンナ・ド・ノアイユの詩を3編、散文訳ではあるが紹介している。また同じく小説家の堀辰雄もアンナ・ド・ノアイユが1913年に発表した詩集『生者と死者』を、『生けるものと死せるものと』として翻訳しており、堀の葬儀の際に、女優の岸田今日子が堀の訳した詩を朗読したという逸話が残っている。2000年に自伝『わが世の物語』の翻訳が出版された。

## 主な作品

### 詩集
- 1901年、『百千の心』（Le Cœur innombrable）
- 1902年、『日々の影』（L'Ombre des jours）
- 1913年、『生者と死者』（Les Vivants et les Morts）

### 小説
- 1904年、『びっくりした顔』（Le Visage émerveillé）
- 1905年、『支配』（La Domination）

### 自伝
- 1932年、『わが世の物語 ― アンナ・ド・ノアイユ自伝』（Le Livre de ma vie）白土康代訳、藤原書店、2000年